# Qingtian

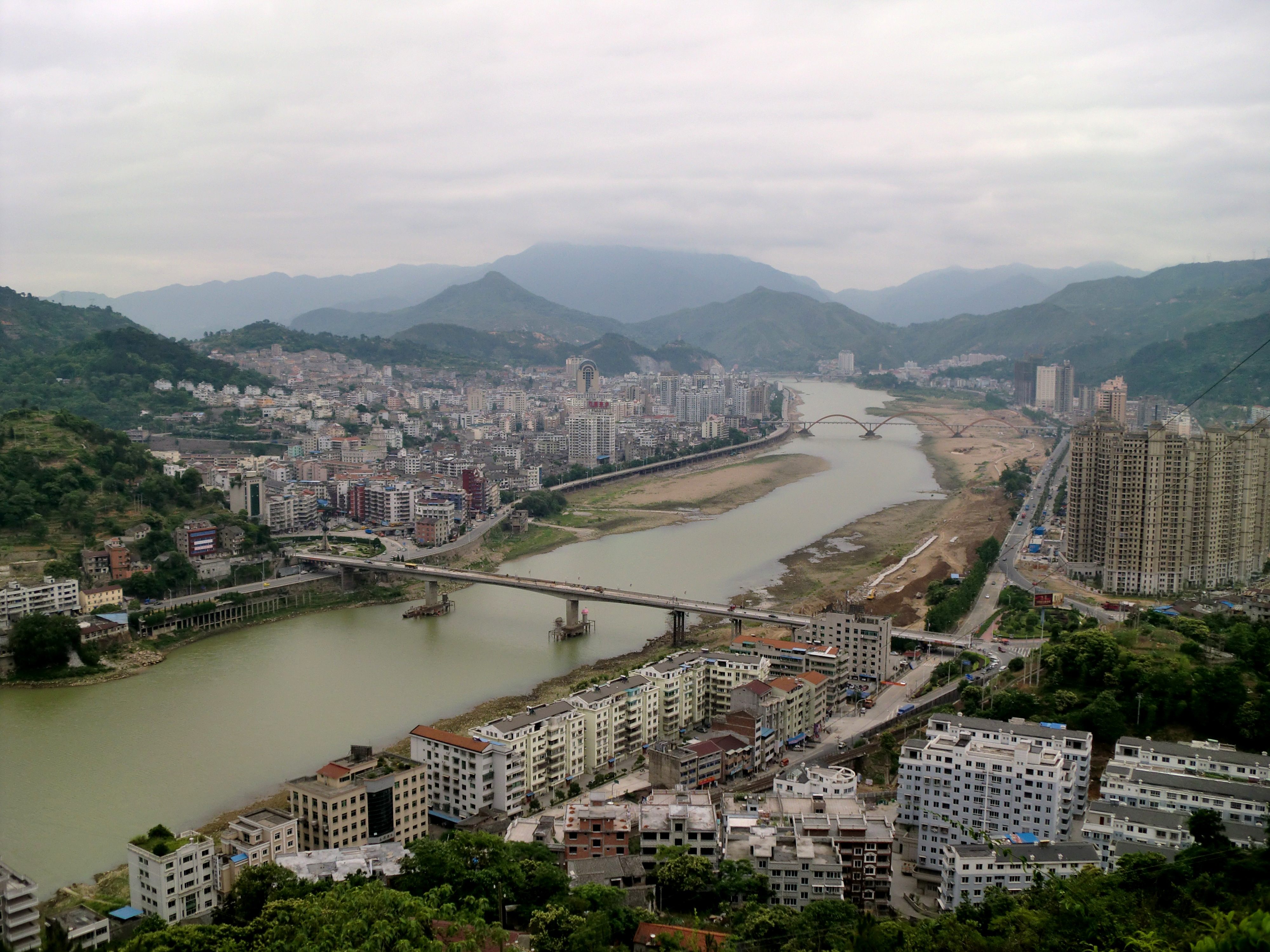
La Ciutat de Qingtian o Hecheng, vista des del nord-oest, mirant el riu, al maig del 2011

El xian de Qingtian (xinès: 青田县, pinyin: Qīngtián xiàn) és un xian muntanyenc de la província de Zhejiang a la República Popular de la Xina. Està sota administració de la ciutat-prefectura de Lishui. La capital del xian és Hecheng, també coneguda com a Ciutat de Qingtian.
Situat al sud-est de la província de Zhejiang, confina amb el riu Ou (Oujiang). El xian té una població de més de 300.000 habitants i una àrea de 2.493 km², amb un clima subtropical monsònic. La temperatura mitjana anual és de 18,3 °C amb unes precipitacions de 1747 mm. Qingtian té una dilatada història, i és famós per ser la «llar dels tallats de pedra» (jade i altres minerals) o la ciutat dels «xinesos d'ultramar». És molt comú que aquests xinesos migrants tornin a la seva terra d'origen per mantenir contacte amb les seves arrels, de manera que fins a 200.000 habitants (en general joves) hi van de visita a l'estiu.

## Patrimoni agrícola mundial

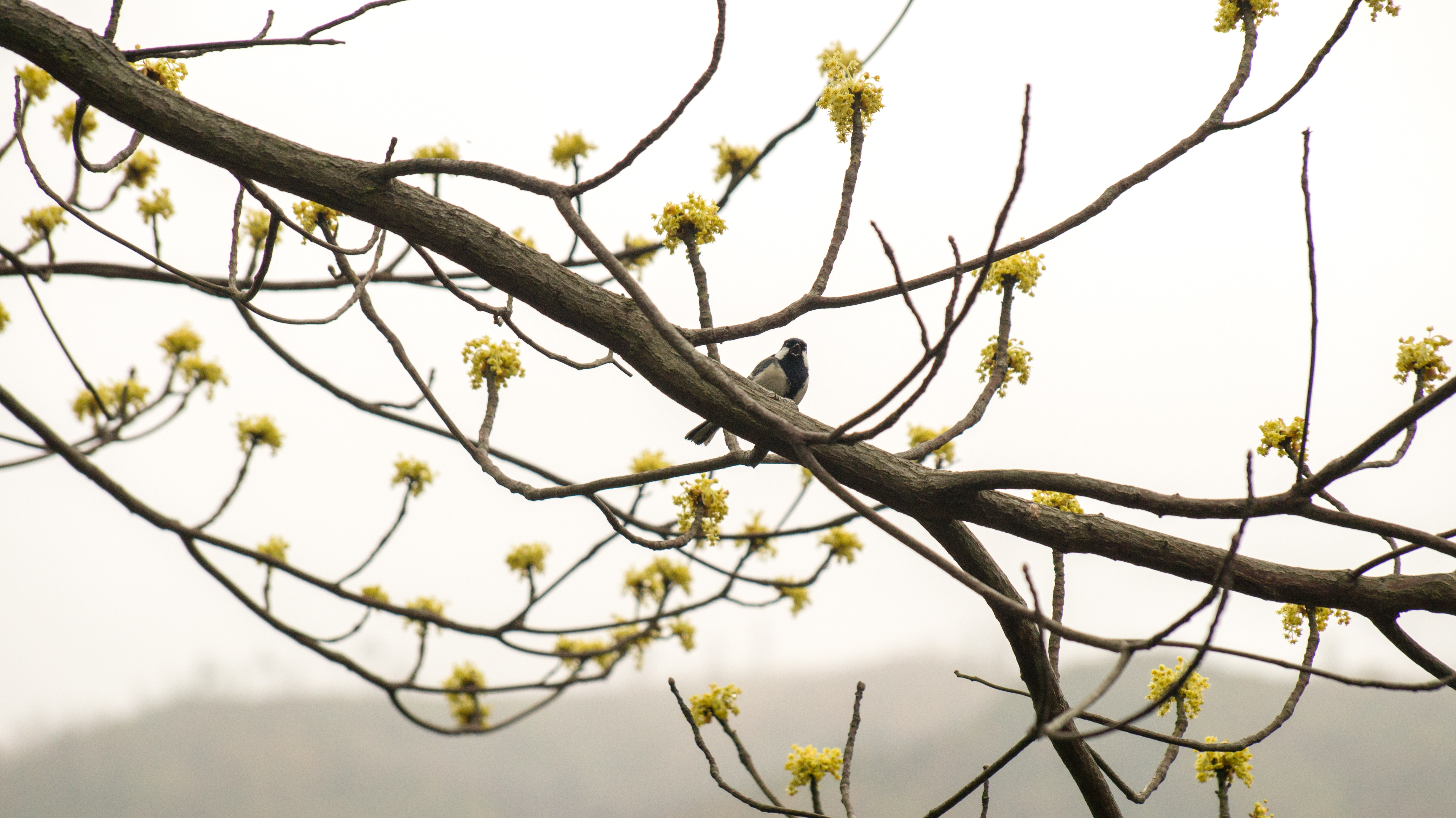
Sassafras tzumu

L'ecosistema dels camps d'arròs arranjats per a la cria de peixos de Qingtian forma part dels Sistemes Importants del Patrimoni Agrícola Mundial (SIPAM). L'associació de peixos i arròs en els mateixos camps inundats posseeix nombrosos avantatges. Els peixos proveeixen de fertilitzant, mengen larves i males herbes i, en conseqüència, redueixen l'ús de fertilitzants químics, pesticides i herbicides per al control d'insectes i males herbes. Es conreen unes 20 varietats natives d'arròs, intercalades amb horts familiars, bestiar, aus de corral, tanques i fruiters nadius, incloent lotus de l'Índia, mongetes, nyam, albergínies, prunes xineses (Prunus simonii) i morera blanca, sis races natives de carpes i altres cinc espècies de peixos, a més d'un gran nombre d'espècies vegetals amb propòsits medicinals.
Aquest sistema es remunta a 1200 anys, durant la dinastia Qing, en què ja es construïen dics per albergar peixos en els camps d'arròs.